# Fedir Lyzohoub
 (novembre 2011).
Si vous disposez d'ouvrages ou d'articles de référence ou si vous connaissez des sites web de qualité traitant du thème abordé ici, merci de compléter l'article en donnant les références utiles à sa vérifiabilité et en les liant à la section « Notes et références ».
Fedir Lyzohoub (en ukrainien : Федір Лизогуб), né le 6 novembre 1851 à Sedniv et mort en 1928 en Yougoslavie, est un homme d'État ukrainien descendant d'une famille cosaque. 

## Biographie
Fedir Lyzohoub fut membre de l'assemblée régionale de Tchernihiv de 1886 à 1901. Il servit comme président du gouvernement de Poltava de 1901 à 1915. Il émergea comme un défenseur des intérêts culturels ukrainiens. Fedir Lyzohoub fonda le Musée de Poltava, érigea un monument à la mémoire d'Ivan Kotliarevsky et publia ses œuvres. Il encouragea l'artisanat ukrainien et son domaine familial est patrimoine classé d'Ukraine.
De 1915 à 1917, il siégea au conseil de la gérance pour le Caucase. Durant l'Hetmanat du 10 mai au 14 novembre 1918, il fut premier ministre. Il fut également ministre des Affaires intérieures du 10 mai au 8 juillet 1918. Il mena une politique de droite modérée qui chercha un compromis, sans succès, avec l'Union Nationale Ukrainienne (une organisation ayant regroupé les opposants politiques à l'Hetmanat et constituée de différents partis socialistes du mouvement national ukrainien). Il émigra en Crimée et plus tard dans les Balkans.